# Doppelstockbahn Samnaun

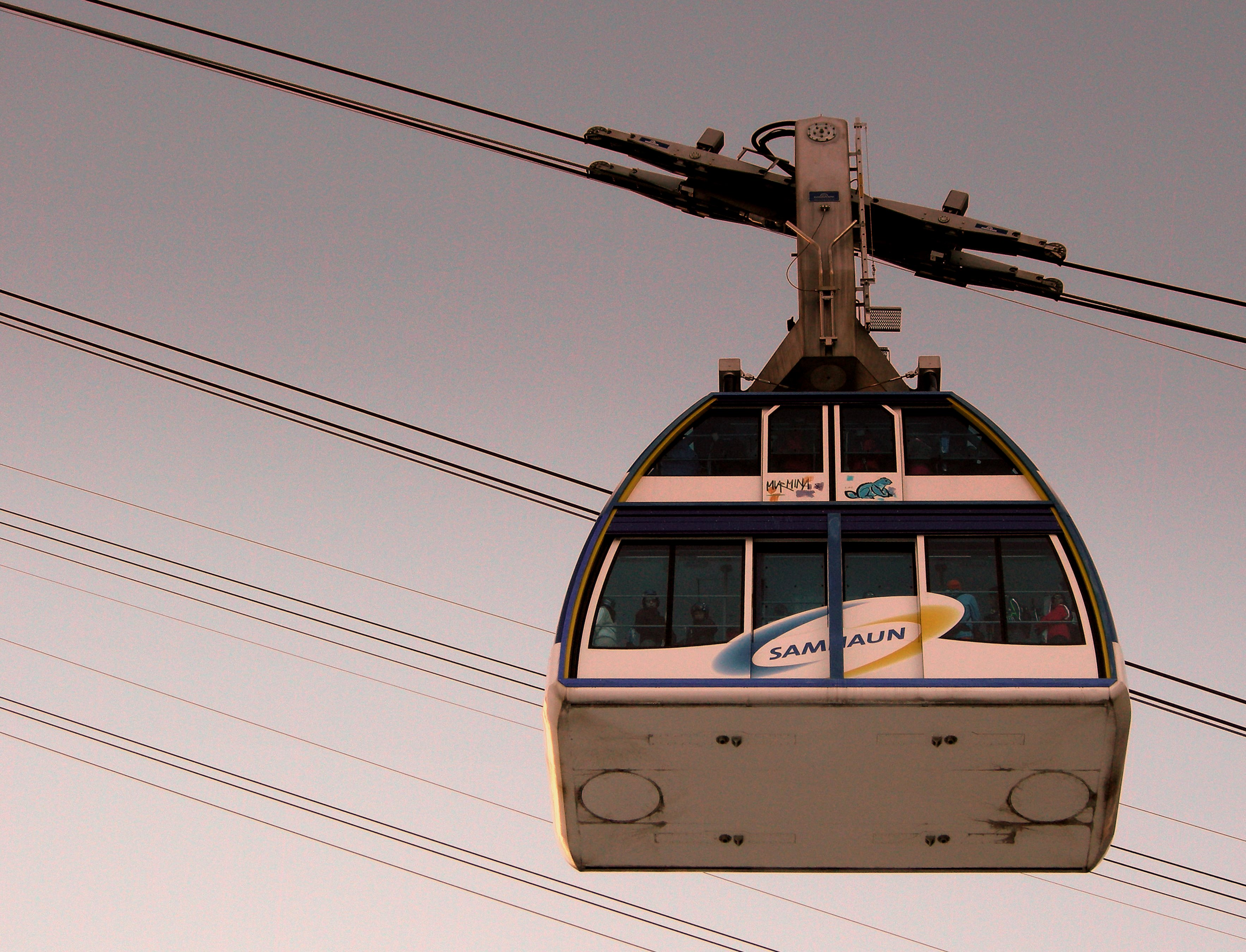
Doppelstockbahn Samnaun

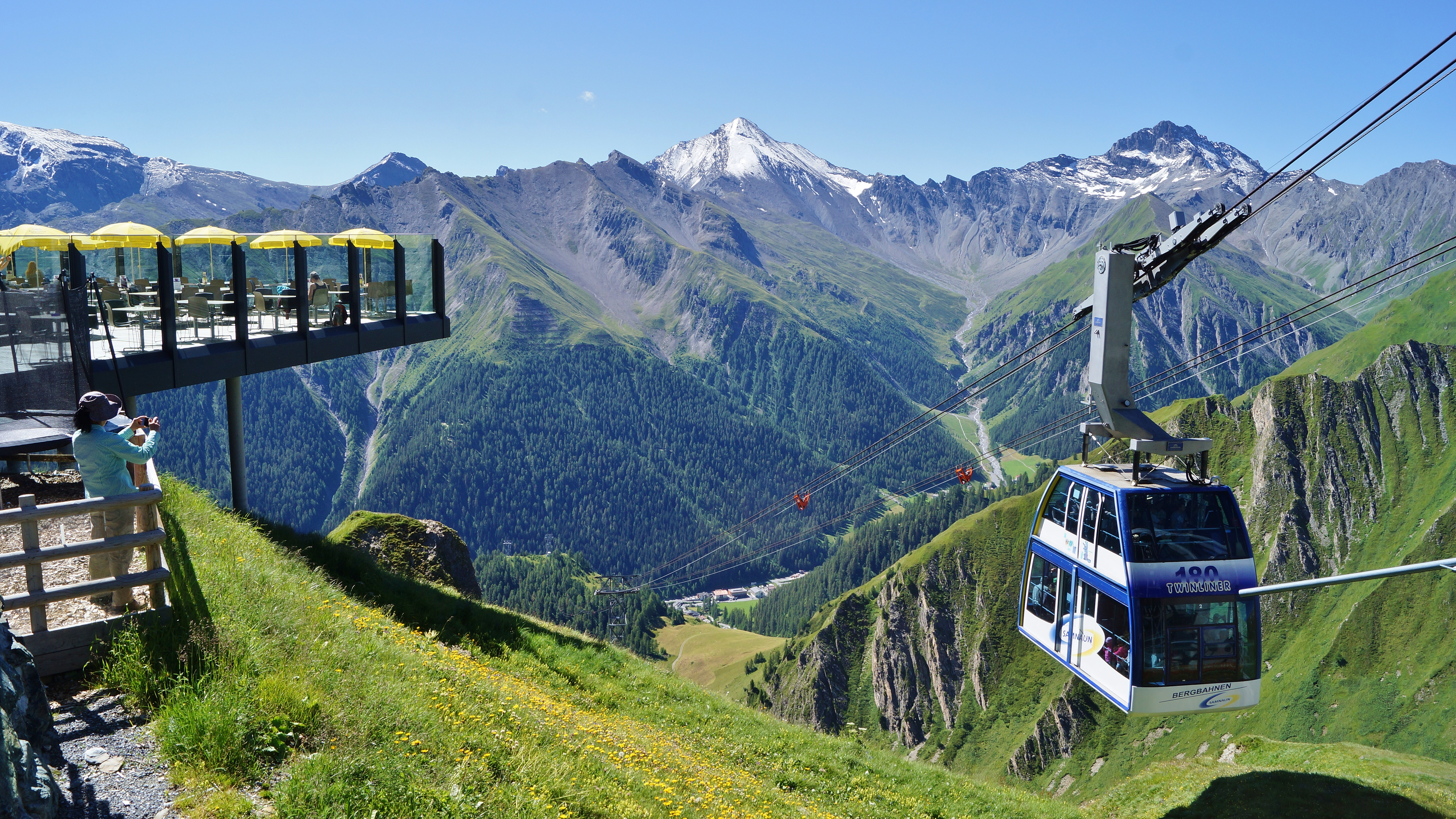
Blick von der Bergstation Richtung Samnaun und Muttler

Die Doppelstockbahn Samnaun (genannt: Twinliner) ist eine Luftseilbahn in  der Schweiz, die von der Talstation (1778 m ü. M.) in Samnaun-Ravaisch über drei Stützen zur Bergstation (2500 m ü. M.) neben dem Alptrider Sattel (2486 m ü. M.) fährt. Dort gibt es Verbindungen zur Alp Trida und über die Idalp nach Ischgl.
Sie war die erste Seilbahn der Welt, die doppelstöckige Kabinen einsetzte. Die Kabinen fassen 180 Personen, davon 114 Personen im unteren und 65 Personen sowie den Kabinenbegleiter im oberen Stockwerk. Eine vollbesetzte Kabine wiegt 27 Tonnen.
Die Seilbahn hat eine schräge Länge von 2258,63 Metern und überwindet einen Höhenunterschied von 722 Metern. Der maximale Bodenabstand befindet sich im Bereich zwischen der 2. und 3. Stütze und ist ca. 185 Meter hoch. Die Steigung von maximal 65,5 % Prozent befindet sich zwischen Talstation und der 1. Stütze. Die Pendelbahn hat je zwei Tragseile mit einem Durchmesser von 64 Millimetern (22,5 kg/m) und ein Zugseil mit 45 Millimetern Durchmesser (7,3 kg/m).
Pro Stunde kann die Bahn bis zu 1620 Personen transportieren.
Der Antrieb besteht aus einem AC-Drive in der Talstation mit einer Leistung von 1400 kW oder ca. 2000 PS, einem Drehmoment von 8700 Nm und einer Stromaufnahme bis zu 1250 Ampere. Bei der maximalen Geschwindigkeit von 10 m/s leistet der Motor ca. 1300 Umdrehungen / Minute. Der Notantrieb erfolgt dieselhydraulisch mit einer Leistung von 500 PS.
Die Seilbahn wurde 1995 in nur fünf Monaten von der damals noch selbständigen Garaventa AG gebaut und zur Wintersaison 1995/96 von der Bergbahnen Samnaun AG in Betrieb genommen. Sie fährt parallel zu der älteren Pendelbahn, die weiterhin betrieben wird.
Zwischen den beiden Stationen (westlich des Sattels) steht das Panoramarestaurant Alp Trida Sattel (2504 m ü. M.) mit seiner Aussichtsterrasse.

## Ähnliche Anlagen
Die grösste doppelstöckige Luftseilbahn der Welt ist der Vanoise Express in Savoyen (Frankreich).

## Nachweise
1. ↑  Lage und Höhe bei «geo.admin.ch».
2. ↑  Lage und Höhe bei «ortsnamen.ch».

Koordinaten: 46° 57′ 5″ N, 10° 22′ 30″ O; CH1903: 823480 / 204217